# Cochlearia aestuaria
Cochlearia aestuaria är en korsblommig växtart som först beskrevs av Curtis Gates Lloyd, och fick sitt nu gällande namn av Vernon Hilton Heywood. Cochlearia aestuaria ingår i släktet skörbjuggsörter, och familjen korsblommiga växter. Inga underarter finns listade i Catalogue of Life.